# ڵ
ڵ ist ein arabischer Buchstabe, der im erweiterten arabischen Alphabet des Sorani-Kurdischen und im Arebica-Alphabet der bosnischen Sprache genutzt wird. Er ist abgeleitet vom arabischen Buchstaben Lam (ل) durch die Hinzufügung eines hochgestellten kleinen V.

Der Buchstabe in isolierter Form

Sein Lautwert im Kurdischen ist ein pharyngalisierter stimmhafter lateraler alveolarer Approximant (IPA: [lˁ]). Im Arebica-Alphabet steht dasselbe Zeichen für den stimmhaften lateralen palatalen Approximanten [⁠ʎ⁠], für welchen in der heutigen Lateinschrift der Digraph lj gesetzt wird.
| Unicode Codepoint | U+06B5                         |
| Unicode-Name      | Arabic letter Lam with small V |
| HTML              | &#1717;                        |